# أيزاياه تايلور
أيزاياه تايلور (11 يوليو 1994 في الولايات المتحدة - ) (بالإنجليزية: Isaiah Taylor)‏ هو لاعب كرة سلة أمريكي في مركز هجوم خلفي. لعب مع Texas Longhorns ‏.

## وصلات خارجية
- أيزاياه تايلور على موقع إن بي أي (الإنجليزية)
- أيزاياه تايلور على موقع سبورتس رفرنس (الإنجليزية)
- أيزاياه تايلور على موقع الدوري الإسباني لكرة السلة (الإسبانية)
- أيزاياه تايلور على موقع كرة السلة الأوروبية.كوم (الإنجليزية)
- أيزاياه تايلور على موقع DraftExpress.com (الإنجليزية)
- أيزاياه تايلور على موقع كلية كرة السلة في سبورتس رفرنس.كوم (الإنجليزية)
- أيزاياه تايلور على موقع ريلجم (الإنجليزية)
- أيزاياه تايلور على موقع بروبوليرز (الإنجليزية)
- أيزاياه تايلور على موقع سبورتس رفرنس (الإنجليزية)
- أيزاياه تايلور على موقع سبورتس رفرنس (الإنجليزية)